# (2018) Schuster
(2018) Schuster (1931 UC) est un astéroïde de la ceinture principale découvert le 17 octobre 1931 par Karl Wilhelm Reinmuth à l'observatoire du Königstuhl.